# آني بيلمير
آني بيلمير هي متزلجة فنية كندية، ولدت في 2 يناير 1980 في لافال في كندا.

## وصلات خارجية
- آني بيلمير على موقع الاتحاد الدولي للتزلج (الإنجليزية)